# Ermita fortificada del Salvador (Alcora)

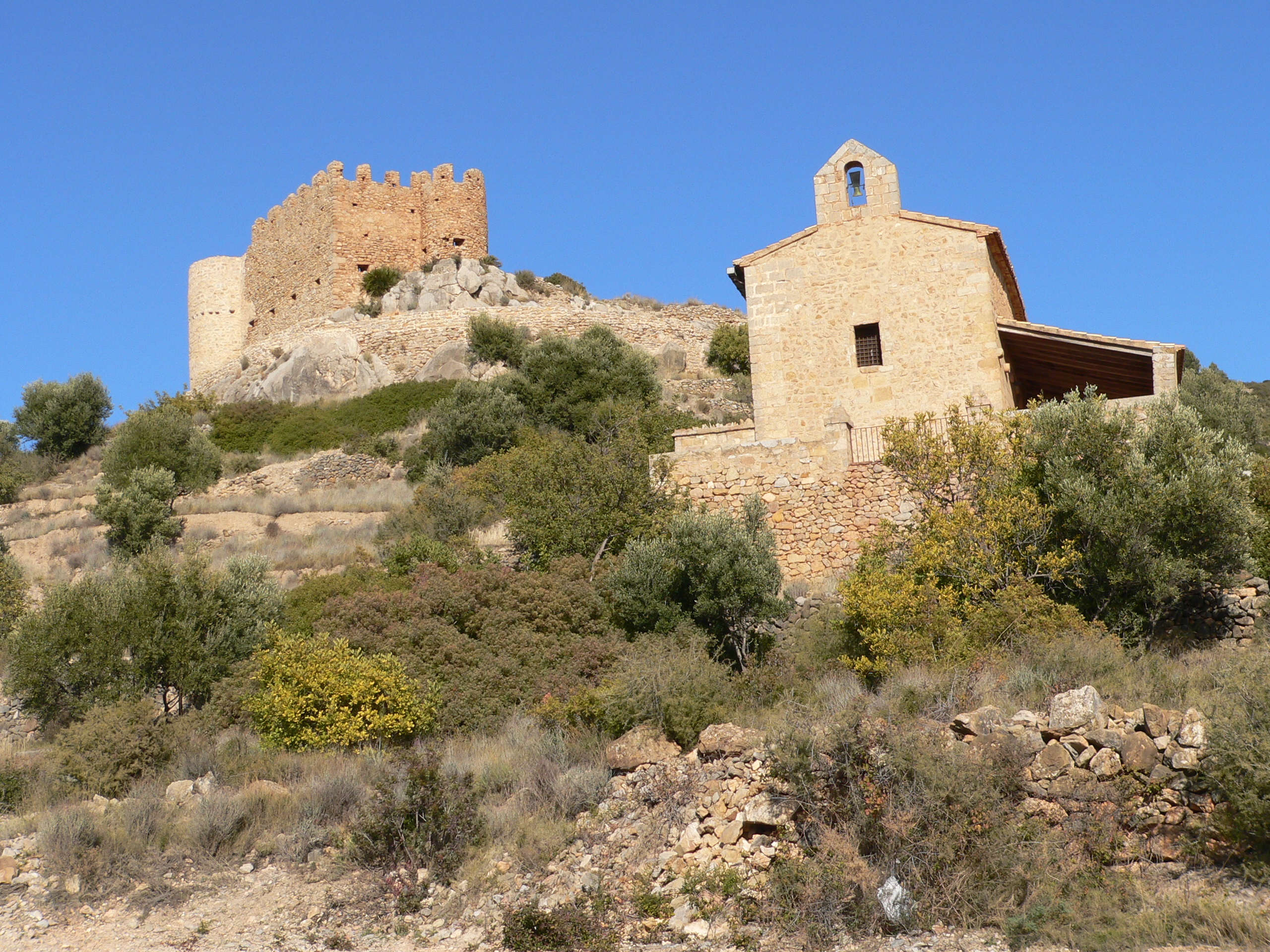

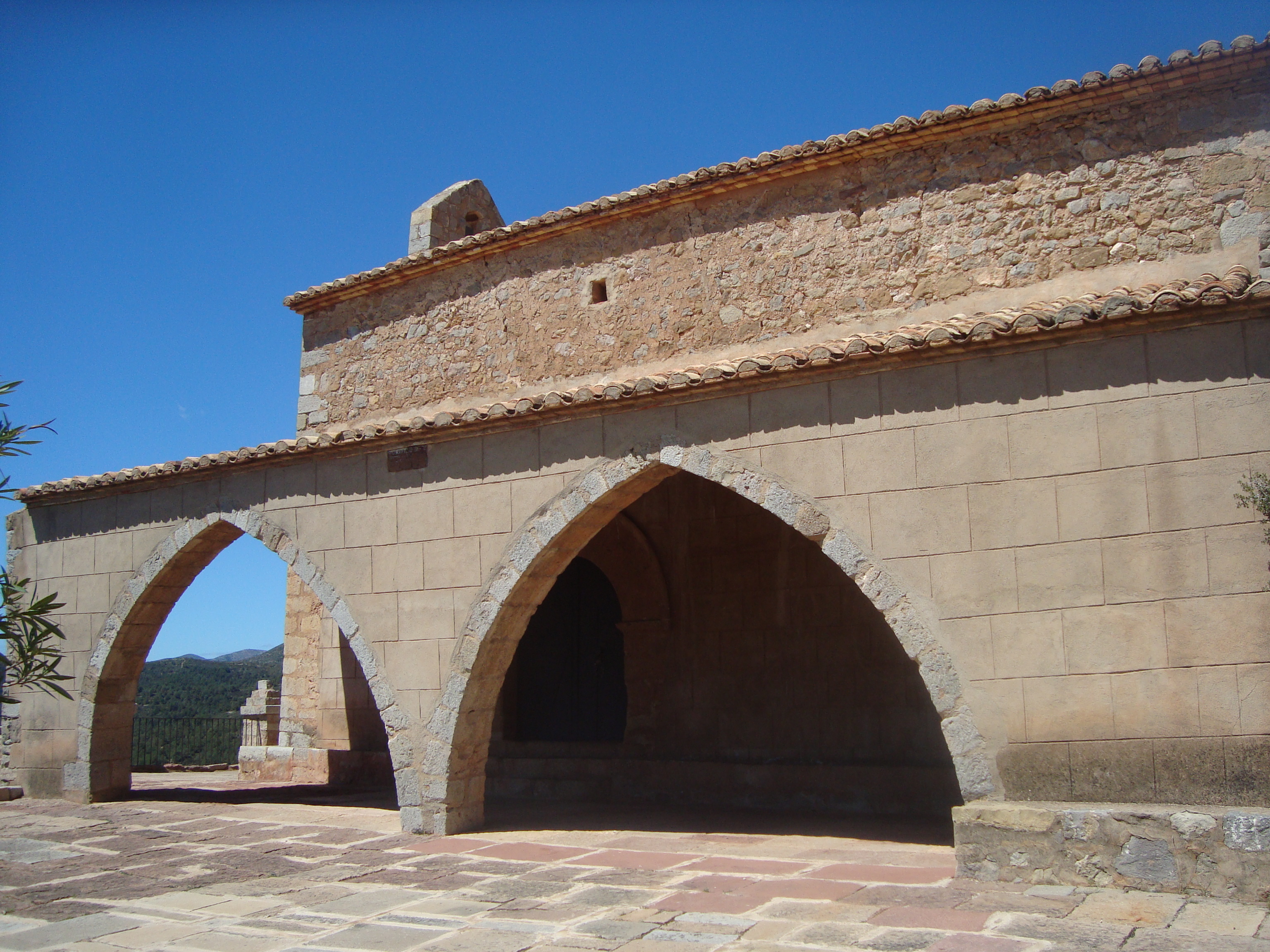
Ermita de El Salvador (Alcora).

La ermita fortificada del Salvador, también llamada ermitorio de San Salvador, es una ermita santuario fortificada o templo de reconquista situada en el término municipal de Alcora (Provincia de Castellón, España). Está construida en estilo románico tardío.
Este eremitorio está construido en mampostería y piedras angulares. Su fachada se sitúa en el lado de la epístola, con portada románica y un pórtico adosado con arcos nivales. Se cubre con bóveda de cañón. 
A los pies dispone de una reja del siglo XVII originaria de la Ermita de Loreto, derruida hacia 1955. 
Está declarado genéricamente como Bien de Interés Cultural, con código 12.04.005-009, según se recoge en la Dirección General de Patrimonio Cultural de la Generalidad Valenciana.